# Ombadja
Ombadja è un municipio dell'Angola appartenente alla provincia di Cunene. Ha 147.921 abitanti (stima del 2006) ed una superficie di 12.264 km².